# William Gaddis
(William Gaddis, Le perizie, 1955)
William Thomas Gaddis Jr. (New York, 29 dicembre 1922 – 16 dicembre 1998) è stato uno scrittore statunitense.
Scrisse cinque romanzi, due dei quali vinsero il National Book Award.

## Biografia

### Infanzia, giovinezza, studi
Gaddis nacque a New York, figlio di William Thomas Gaddis, che lavorava "a Wall Street e in politica", e di Edith Gaddis, dirigente della New York Steam Corporation. All'età di tre anni, i suoi genitori si separarono e Gaddis visse in seguito con sua madre a Massapequa, Long Island.
All'età di cinque anni venne iscritto alla Merricourt Boarding School a Berlin, Connecticut. Continuò a studiare nella scuola privata fino all'età di tredici anni, dopodiché tornò a Long Island per conseguire il diploma alla Farmingdale High School nel 1941.
S'iscrisse ad Harvard nel 1941 e scrisse, com'è noto, per la rivista satirica Harvard Lampoon (della quale alla fine divenne Presidente), ma gli venne imposto di lasciare il college nel 1944, si suppone a causa di una rissa in stato di ubriachezza, per quanto le circostanze non siano molto chiare. Lavorò come fact checker (verificatore dell'attendibilità delle notizie) per il The New Yorker per due anni, quindi trascorse cinque anni viaggiando nell'America centrale, nei Caraibi, nel Nordafrica, e a Parigi, ritornando negli Stati Uniti solo nel 1951.

### Esordio letterario
Il suo primo romanzo, Le perizie, apparve nel 1955. Opera lunga, complessa, allusiva, dovette attendere per trovare un pubblico che la comprendesse. Le recensioni dei quotidiani la considerarono eccessivamente intellettualistica, scritta in modo esageratamente complicato e forse, sulla base del principio omne ignotum per obscaenum, oscena. (Il libro venne difeso dal critico Jack Green in una serie di pamphlet che attaccavano i critici; la serie venne successivamente raccolta col titolo Fire the Bastards!.) Poco dopo la pubblicazione di The Recognitions, Gaddis sposò la sua prima moglie, Patricia Black, con la quale ebbe i suoi due figli, Sarah (che ha scritto un romanzo, Swallow Hard, ispirato alla propria relazione col padre) e Matthew.
Gaddis si dedicò quindi alle pubbliche relazioni e alla realizzazione di documentari per mantenere se stesso e la sua famiglia. Lavorò per la Pfizer, la Eastman Kodak, l'IBM, e l'Esercito degli Stati Uniti, tra gli altri. Ricevette anche una borsa di studio dal National Institute of Arts and Letters, una della Rockefeller Foundation, e due del National Endowment for the Arts, che lo aiutarono a scrivere il suo secondo romanzo.

### Riconoscimento da parte della critica
Nel 1975 Gaddis pubblicò JR, opera ancor più difficile di Le perizie, raccontata quasi interamente tramite un dialogo dove è talvolta arduo capire quale personaggio stia parlando. Il suo protagonista, che dà il nome all'opera, è un undicenne che ha imparato a sufficienza come funziona il mercato azionario durante una gita scolastica da costruirsi un impero finanziario. La critica era finalmente al passo con lo scrittore, e il libro vinse il National Book Award per la narrativa. Il suo matrimonio con la seconda moglie, Judith Thompson, andò in crisi subito dopo la pubblicazione di JR. Alla fine degli anni Settanta Gaddis avviò una relazione con Muriel Oxenberg Murphy, e vissero insieme fino alla metà degli anni Novanta.
Gotico americano (1985) offrì un'immagine più contenuta e accessibile della sardonica visione del mondo dell'autore. Invece di lottare contro la misantropia (come in Le perizie) o di cederle ma con riluttanza (come in JR), Gotico americano sguazza in questo stato d'animo. L'incessante litigiosità legale che era un tema di questo romanzo diviene l'argomento centrale e il motore della trama di A Frolic of His Own (1994), che fruttò a Gaddis il secondo National Book Award e lo qualificò come finalista del National Book Critics Circle Award per la narrativa, dove sembra che tutti facciano causa a tutti. Nella vicenda compare addirittura un'automobile giapponese chiamata Sosumi (gioco di parole sull'espressione inglese so sue me, "e allora fammi causa"). (Gaddis non ha mai temuto i giochi di parole: nelle Perizie c'è un personaggio chiamato Recktall Brown, e cioè rectal brown, "marrone rettale", allusione al colore delle feci.)

### Morte
Gaddis morì nella sua casa di East Hampton, nello stato di New York, di cancro alla prostata il 6 dicembre 1998, ma non prima di aver creato la sua opera conclusiva, Agapē Agape (la prima parola del titolo è il termine greco agapē, che significa "amore divino, incondizionato"), che venne pubblicata nel 2002, un racconto lungo in forma di ultime parole di un personaggio simile ma non identico al suo creatore. The Rush for Second Place, pubblicato simultaneamente, raccoglieva la maggior parte della saggistica di Gaddis pubblicata in precedenza.

## Importanza dell'autore
Dopo anni di indifferenza da parte dei critici, Gaddis viene adesso riconosciuto spesso come uno dei maggiori romanzieri americani del secondo dopoguerra. Un critico che ha fin dai primi tempi riconosciuto il valore della sua opera è Steven Moore: nel 1982 pubblicò A Reader's Guide to William Gaddis's "The Recognitions" e nel 1989 una monografia su Gaddis nella collana pubblicata da Twayne. L'influenza di Gaddis è vasta (per quanto spesso sotterranea): per esempio autori postmodernisti come Don DeLillo e Thomas Pynchon sembrano esser stati influenzati da lui (in effetti, all'uscita di V., si fece l'ipotesi che Pynchon fosse nient'altro che uno pseudonimo di Gaddis per via della somiglianza di stile e della scarsità di notizie sulla vita privata dei due autori (le lettere di Wanda Tinasky sostenevano anche che Gaddis, Pynchon e Jack Green fossero in realtà la stessa persona), così come scrittori quali Joseph McElroy, William Gass, David Markson, Jonathan Franzen e David Foster Wallace, che hanno tutti dichiarato di ammirare Gaddis in generale e Le perizie in particolare.
La vita e le opere dello scrittore sono l'argomento di un esaustivo sito web, The Gaddis Annotations, che è stato indicato in almeno una rivista accademica come eccellente esempio di critica letteraria che usa le risorse dei nuovi media. Molte delle pagine del sito sono opera di Steven Moore, il critico che riconobbe il genio di Gaddis fin dagli esordi. I manoscritti dell'autore sono raccolti all'Università Washington a Saint Louis.

## Riconoscimenti
Gaddis ha ricevuto i seguenti premi e riconoscimenti onorari: 
- Il "genius award" della Fondazione MacArthur (1982),
- Elezione alla American Academy and Institute of Arts and Letters (1989),
- Il premio letterario Lannan per la carriera (1993).

## Opere

### Romanzi
- Le perizie (The Recognitions, 1955), 2 voll., trad. di Vincenzo Mantovani, Milano, Mondadori, 1967; Collana Oscar Classici moderni n.176, Mondadori, 2000, ISBN 978-88-044-7346-6; Collana La Cultura, Milano, Il Saggiatore, 2024, ISBN 978-88-428-3191-4.
- JR (J R, 1975), trad. di Vincenzo Mantovani, Introduzione di Tommaso Pincio, Padova, Alet, 2009, ISBN 978-88-752-0122-7.
- Gotico americano (Carpenter's Gothic, 1985), trad. di Vincenzo Mantovani, Milano, Leonardo, 1990; Padova, Alet, 2010, ISBN 978-88-752-0110-4.
- A Frolic of His Own (1994)
- L'agonia dell'agape (Agapē Agape, completato nel 1998, uscito nel 2002), trad. di Fabio Zucchella, Padova, Alet, 2010, ISBN 978-88-752-0106-7.

### Saggi
- The Rush for Second Place (2002)